# Aletris cinerascens
Aletris cinerascens är en enhjärtbladig växtart som beskrevs av Fa Tsuan Wang och Tang. Aletris cinerascens ingår i släktet Aletris och familjen myrliljeväxter. Inga underarter finns listade i Catalogue of Life.